# 家庭公園

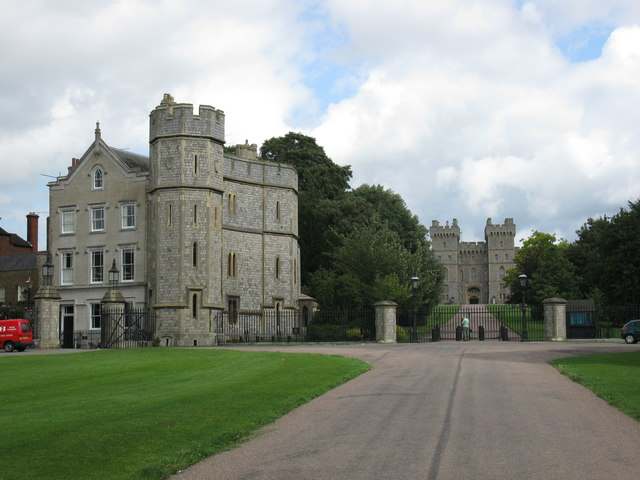
家庭公園入口

家庭公園，（英語：Home Park），以前稱為小公園（英語：Little Park），最初稱為利德克羅夫特公園（英語：Lydecroft Park），是一座由英國皇家財產局管理的265公頃（650英畝）的私人皇家公園。該地位於溫莎城堡的東側，是英國伯克郡溫莎的前民政教區，其南面是溫莎大公園。

## 特色
家庭公園是由高流量的阿爾伯特路 (A308)至舊溫莎的道路自溫莎大公園分割開來的。它是溫莎城堡的私人莊園，除了美麗的公園，花園和精美的樹木大道外，還擁有許多農田（用來牧牛和放置冬季飼料）、高爾夫球場、保齡球場（皇家內庭保齡球俱樂部）、一個板球場（皇家內庭板球俱樂部）、網球場（溫莎家庭公園草地網球俱樂部），聖喬治學校的運動場，阿德萊德小屋（在舊守門人小屋遺址上）和浮若閣摩爾莊園。其包括浮若閣摩爾宮，以及帶有浮若閣摩爾別墅和大湖的花園，浮若閣摩爾皇家陵墓和浮若閣摩爾皇家墓地。 另外還附有林藪農場、前皇夫的家庭農場，以及溫莎農場商店。維多利亞女皇最喜愛的獵犬達什的墳墓就在那裡。 

## 歷史
最初家庭公園區域是在「奧頓莊園」內，而不是皇室所有，1368年，英皇愛德華三世將該地區改成封地用以獵鹿，數百年來該處不斷擴展。莎士比亞的《溫莎的風流婦人》中提到了家庭公園的區域，顯示這裡有一條通往達切特的主要道路穿過了它。著名的幽靈獵人赫恩在此出沒。奧利弗·克倫威爾在公園訓練了他的新模範軍。喬治三世於1785年將公園的鹿移走。公園的現代邊界是由1846年《溫莎改善法》和1848年《溫莎城堡法》設定的，當時穿過公園通往達切特的道路被關閉，以及拒絕公眾訪問。只有在春季和夏季的特定幾天，僅浮若閣摩爾宮和其花園開放。公園內還舉行了皇家溫莎騎馬秀和溫莎玫瑰秀。

## 外部鏈結
- The Crown Estate （页面存档备份，存于）
- Windsor Home Park Lawn Tennis Club （页面存档备份，存于）

51°29′06″N 0°35′42″W / 51.485°N 0.595°W